# Marcos Renan Oliveira Santana
Marcos Renan Oliveira Santana (sinh ngày 7 tháng 4 năm 1990) là một cầu thủ bóng đá người Brasil.

## Sự nghiệp câu lạc bộ
Marcos Renan Oliveira Santana đã từng chơi cho Consadole Sapporo.